# توموهيرو كاتاياما
توموهيرو كاتاياما (باليابانية: 片山 智広) (مواليد 10 يونيو 1976)، هو لاعب كرة قدم سابق كان يلعب كمدافع.